# Oontomyces
Oontomyces is een monotypisch geslacht van schimmels behorend tot de familie Neocallimastigaceae. De typesoort is Oontomyces anksri hetgeen ook de enige soort is.